# Lang historie kort
Lang historie kort er en dansk film fra 2015 instrueret af May el-Toukhy.

## Handling
Ellen og hendes venner er sidst i trediverne og først i fyrrerne, og deres noget selvforskyldt komplicerede kærlighedsliv og drømme om romantisk forløsning. Filmen strækker sig over tre års kærlighedsmæssige op- og nedture i vennernes liv.

## Medvirkende
- Mille Lehfeldt som Ellen
- Trine Dyrholm som Anette
- Danica Curcic som Maya
- Jens Albinus som Max
- Marijana Jankovic som Dina
- Ola Rapace som Sebastian
- Peter Gantzler som Rolf
- Cecilie Stenspil som Eva
- Janus Nabil Bakrawi som Adam
- Dya Josefine Hauch som Bolette